# Liste der Naturdenkmale im Landkreis Rottweil

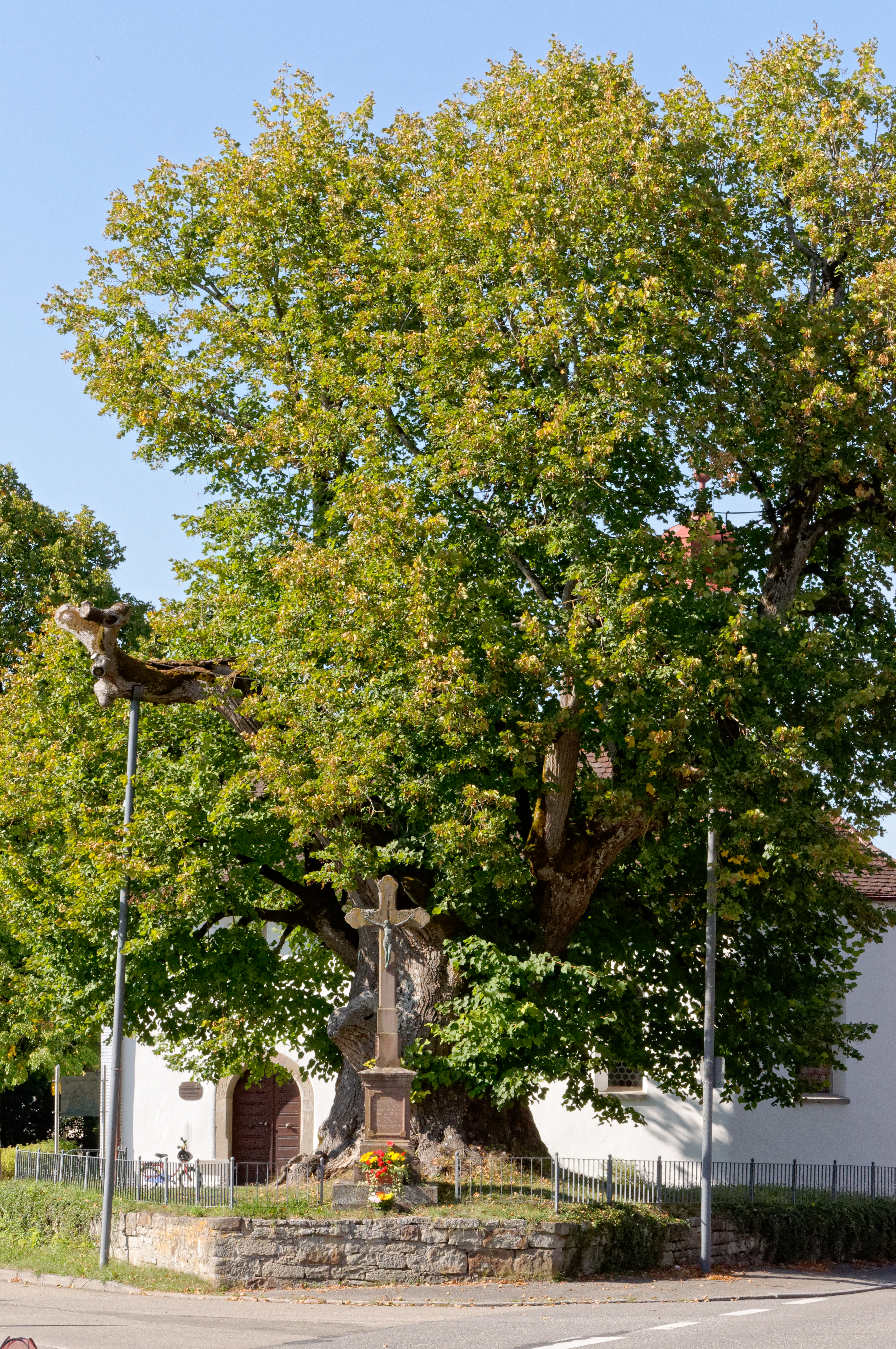
Naturdenkmal „Dorflinde (Käppeles-Lindes)“ in Hochmössingen

Die Liste der Naturdenkmale im Landkreis Rottweil nennt die Listen der in den sechs Städten und 15 weiteren Gemeinden im Landkreis Rottweil gelegenen Naturdenkmale. Im Landkreis Rottweil liegen Stand Juli 2024 insgesamt 22 flächenhafte Naturdenkmale (FND) und 132 als Naturdenkmal geschützte Einzelgebilde (END), darunter z. B. die Hochmössinger Dorflinde, ein Nationalerbe-Baum der DDG.

## Naturdenkmale im Landkreis Rottweil
Stand: 30. Juli 2024.
| Gemeinde            | Liste                                               | Anzahl END | Anzahl FND | Gesamt |
| ------------------- | --------------------------------------------------- | ---------- | ---------- | ------ |
| Aichhalden          | Liste der Naturdenkmale in Aichhalden               | 2          | 0          | 2      |
| Bösingen            | Liste der Naturdenkmale in Bösingen (bei Rottweil)  | 5          | 0          | 5      |
| Deißlingen          | Liste der Naturdenkmale in Deißlingen               | 3          | 2          | 5      |
| Dietingen           | Liste der Naturdenkmale in Dietingen                | 7          | 1          | 8      |
| Dornhan             | Liste der Naturdenkmale in Dornhan                  | 5          | 0          | 5      |
| Dunningen           | Liste der Naturdenkmale in Dunningen                | 3          | 1          | 4      |
| Epfendorf           | Liste der Naturdenkmale in Epfendorf                | 2          | 3          | 5      |
| Eschbronn           | Liste der Naturdenkmale in Eschbronn                | 7          | 0          | 7      |
| Fluorn-Winzeln      | Liste der Naturdenkmale in Fluorn-Winzeln           | 4          | 1          | 5      |
| Hardt               | Liste der Naturdenkmale in Hardt (Schwarzwald)      | 11         | 0          | 11     |
| Lauterbach          | Liste der Naturdenkmale in Lauterbach (Schwarzwald) | 2          | 0          | 2      |
| Oberndorf am Neckar | Liste der Naturdenkmale in Oberndorf am Neckar      | 10         | 1          | 11     |
| Rottweil            | Liste der Naturdenkmale in Rottweil                 | 28         | 5          | 33     |
| Schenkenzell        | Liste der Naturdenkmale in Schenkenzell             | 2          | 1          | 3      |
| Schiltach           | Liste der Naturdenkmale in Schiltach                | 1          | 0          | 1      |
| Schramberg          | Liste der Naturdenkmale in Schramberg               | 3          | 2          | 5      |
| Sulz am Neckar      | Liste der Naturdenkmale in Sulz am Neckar           | 7          | 3          | 10     |
| Villingendorf       | Liste der Naturdenkmale in Villingendorf            | 5          | 0          | 5      |
| Wellendingen        | Liste der Naturdenkmale in Wellendingen             | 2          | 1          | 3      |
| Zimmern ob Rottweil | Liste der Naturdenkmale in Zimmern ob Rottweil      | 23         | 1          | 24     |